# Dragoner-Regiment „König“ (2. württembergisches) Nr. 26
Das  Dragoner-Regiment „König“ (2. Württembergisches) Nr. 26 war von 1805 bis 1919 ein Kavallerieverband der Württembergischen Armee.

## Geschichte

### Name
Im Herzogtum wurde mit Dekret vom 6. Dezember 1805 ein leichtes Jäger-Regiment zu Pferd aufgestellt, zu dessen Chef am 31. Dezember 1805 Prinz Paul von Württemberg ernannt wurde und das daher den Namen Jäger-Regiment zu Pferd Prinz Paul führte. Das Regiment wurde am 12. März 1807 umbenannt in Jäger-Regiment Herzog Louis und erhielt am 27. Mai 1811 den Namen Jäger-Regiment zu Pferd Nr. 3 Herzog Louis, am 8. November 1813 den Namen Kavallerie-Regiment Nr. 2 Jäger Herzog Louis. Bei der Neuorganisation des Heeres erhielt das Regiment am 31. März 1817 den Namen 2. Reiter-Regiment. Durch einen Erlass König Karls vom 19. Dezember 1864 wurde an die frühere Tradition angeknüpft und so die Namen einiger Regimenter erweitert, das Regiment erhielt einen Zusatz 2. Reiter-Regiment Kronprinz Friedrich.
1870 wurde das Regiment umbenannt in 2. Dragoner-Regiment und am 2. Oktober 1871 in 2. Württembergisches Dragoner-Regiment. Am 18. Dezember 1871 erhielten alle württembergischen Regimenter zusätzliche Nummern. Diese entsprachen der fortlaufenden Nummerierung aller Regimenter des deutschen Bundesheeres, unabhängig von ihrer Zugehörigkeit zu einem der Kontingente, das Regiment erhielt die Nummer 26 2. Württembergisches Dragoner-Regiment Nr. 26. Alle Truppenteile erhielten am 14. Dezember 1874 die Namen in der endgültigen Schreibweise und Nummerierung: DragonerRegiment (2. Württembergisches) Nr. 26. Am 20. Juni 1891 erhielt das Regiment den Zusatz Prinz Wilhelm Dragoner-Regiment „Prinz Wilhelm“ (2. Württembergisches) Nr. 26, am 23. Dezember 1891 den Namen Dragoner-Regiment „König“ (2. Württembergisches) Nr. 26.
Das Regiment wurde zum 1. Mai 1919 aufgelöst.
Die Tradition des Regiments übernahm in der Reichswehr die 4. (Württembergische) Eskadron des 18. Reiter-Regiments.

### Garnisonen
- 1805 Esslingen
- 1807 Künzelsau, Pfedelbach, Öhringen, Kupferzell
- 1808 Saulgau, Biberach, Mengen, Riedlingen
ab Herbst Ludwigsburg und Hohenheim
 ab Dezember Zwiefalten, Pflummern
- 1810 Ehingen, Blaubeuren, Munderkingen
- 1813 Winnenden, Waiblingen, Esslingen
- 1814 Ulm
- 1817 Esslingen
- 1818 Ludwigsburg
- 1833 Ulm[A 2]
- 1842 Ludwigsburg
- 1852 Stuttgart
- 1869 Ulm, Wiblingen
- 1894 Stuttgart (Alte Reiterkaserne)
- 1911 Cannstatt (Reiter-Kaserne)

### Teilnahme an Gefechten und Kampfhandlungen
- 1806 mit Frankreich gegen Preußen, Stärke 15 Offiziere, 1 Arzt, 1 Auditor, 1 Quartiermeister, 329 Unteroffiziere und Mannschaften sowie 324 Dienstpferde in 3 Escadrons. Verluste 11 Gefallene, 8 Verstorbene, 41 Verwundete, 15 Gefangene sowie 104 Pferde.
- 1809 mit Frankreich gegen Österreich, Stärke 24 Offiziere, 1 Arzt, 1 Auditor, 1 Quartiermeister, 1 Profos, 1 Kurschmied, 574 Unteroffiziere und Mannschaften sowie 482 Pferde. Bei einer Attacke eroberte das Regiment sechs Geschütze und erhielt dafür eine Ehrenstandarte. Verluste 19 Gefallene, 23 Verwundete, 4 Gefangene sowie 126 Pferde.
- 1812 mit Frankreich gegen Russland, Stärke 30 Offiziere, 1 Arzt, 1 Auditor, 1 Quartiermeister, 1 Kurschmied, 580 Unteroffiziere und Mannschaften sowie 519 Dienstpferde in 4 Escadrons. Das Regiment löste sich am 10. Oktober 1812 auf. Zurück kamen 14 Offiziere, 16 Unteroffiziere und 61 Mann.
- 1813 mit Frankreich gegen Preußen, Stärke 18 Offiziere, 1 Auditor, 1 Quartiermeister, 1 Kurschmied, 511 Unteroffiziere und Mannschaften sowie 511 Pferde. Am 16. Oktober hatte das Regiment noch eine Stärke von 4 Offizieren, 60 Unteroffizieren und Mannschaften sowie 60 Dienstpferden und wurde aus der französischen Armee entlassen.
- 1813 mit der Allianz gegen Frankreich, Stärke 21 Offiziere, 573 Unteroffiziere und Mannschaften sowie 519 Dienstpferde. Verluste sind nicht bekannt.
- 1814 gegen Frankreich mit der Hauptarmee in der 2. Brigade (von Jett) der Kavallerie-Division (Prinz Adam), IV. Armee-Korps (Kronprinz Wilhelm von Württemberg), Stärke 21 Offiziere[A 3] und rund 500 Unteroffiziere und Jäger. Einsätze bei Neu-Breisach, Chaumont, Brienne, Montereau, Arcis-sur-Aube und Fère-Champenoise. Verluste: 6 Gefallene, 1 Verstorbener, 25 Verwundete, 2 Vermisste sowie 16 tote, 28 verwundete, 2 vermisste Pferde.
- 1815 gegen Frankreich im III. Korps der Oberrhein-Armee in der Kavallerie-Division (Prinz Adam), Stärke 28 Offiziere, 580 Unteroffiziere und Jäger, 511 Pferde in 4 Eskadronen. Das Regiment kämpfte bei Saarburg i. L., Hagenau und Rheinzabern.
- 1848 bei der württembergischen Feld-Brigade in Schleswig-Holstein keine Kampfhandlungen.
 Nach Rückkehr mit dem württembergischen Beobachtungs-Korps in Frankfurt und Baden.
- 1866 gegen Preußen bei der Reserve-Kavallerie des VIII. Bundes-Korps, Stärke 21 Offiziere 583 Unteroffiziere und Reiter, 592 Reit- und 30 Zugpferde, dazu die dem Regiment unterstellte 3. Eskadron des 2. Reiter-Regiments.[A 4] Eingesetzt bei der Kavallerie-Reserve des VIII. Korps des Deutschen Bundes war das Regiment ab 18. Juni in Offenbach, ab 21. Juni in Vilbel, ab 25. Juni im Raum Friedberg stationiert. Am 29. Juni wurde das Regiment aufgeteilt: 1. bis 3. Eskadron marschierten mit der Hauptmacht Heblos (3. Juli), die 4. Und 5. Eskadron mit der Brigade Fischer bis Herbstein (5. Juli). Danach marschierte das Regiment, seit 12. Juli wieder vereint, mit der 3. Brigade der württembergischen Division aus dem Raum westlich Frankfurt nach Südwesten zurück. Am 24. Juli unternahm Regimentskommandeur von Gukelen vormittags mit der 2. und 3. Eskadron einen Aufklärungsritt über Hardheim hinaus, musste aber vor überlegenen preußischen Truppen zurückgehen (Verluste 1 Verwundeter, 3 Gefangene, 8 Vermisste, 1 totes, 3 verwundete und 7 vermisste Pferde). Am Gefecht um Tauberbischofsheim war das Regiment, in Stellung bei Großrinderfeld, nicht direkt beteiligt und ging mit dem Korps auf Würzburg zurück. Nach dem Waffenstillstand am 1. August kehrte das Regiment über Gaukönigshofen, Rothenburg ob der Tauber, Langensteinbach nach Stuttgart (Ankunft 16. August) zurück. Gesamtverluste 5 Gefallene, 4 Gefangene, 4 Vermisste.

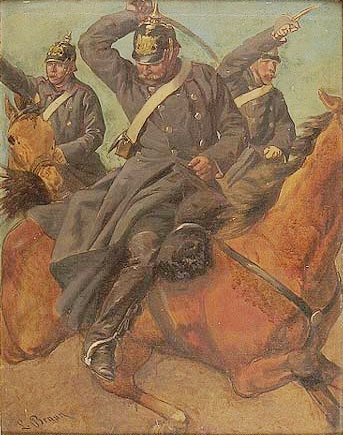
Louis Braun, Württembergische Dragoner, 1870.

- 1870/71 gegen Frankreich. 1. und 4. Eskadron Besatzung der Bundesfestung Ulm, 2. und 3. Eskadron in Stärke 7 Offiziere und rund 300 Unteroffizieren und Reitern Etappendienst bei der 3. Armee.
- 1900 am zweiten internationalen Expeditionskorps in China nahmen 2 Offiziere und 11 Dragoner teil, keine Verluste.
- 1904/06 am Kampf gegen die Herero nahmen 2 Offiziere, 3 Unteroffiziere und 23 Dragoner teil. Verluste: 1 Gefallener, 5 Verstorbene, 3 Verwundete.
- Mit der Mobilmachung zum Ersten Weltkrieg kam das Regiment zur 26. Kavallerie-Brigade (Generalmajor Robert Herzog von Württemberg), 7. Kavallerie-Division bei der 6. Armee, die im August 1914 in Saarlouis aufgestellt wurde. Die Stärke nach der Mobilmachung betrug 33 Offiziere, 3 Ärzte, 3 Veterinäre, 1 Zahlmeister, 679 Unteroffiziere und Mannschaften sowie 754 Pferde. Die Einsätze des Regiments sind bei der 7. Kavallerie-Division beschrieben.

Im April 1917 musste jede Eskadron 100 Pferde sowie 50 Mann als Pferdewärter abgeben. In den Kreisen Aachen und Mayen wurden sie in der Landwirtschaft eingesetzt. Am 6. Februar 1918 wurden diese „Arbeits-Eskadronen“ aufgelöst, die Pferde endgültig an das VII. Armee-Korps abgegeben und das Personal kehrte zum Regiment zurück. Am 5. Februar 1918 wurde das Regiment in ein Kavallerie-Schützen-Regiment umgewandelt.
Nach den schweren Verlusten bei Cambrai, das Regiment hatte noch eine Kampfstärke von 1 Offizier und 123 Mann, wurde am 1. Oktober 1918 aus den Resten des Kavallerie-Schützen-Kommandos 30 ein kombiniertes Bataillon unter Major Landeck gebildet, zu dem jedes ehemalige Kavallerie-Schützen-Regiment eine Schützen-Eskadron mit einer Stärke von rund 100 Mann mit sechs bis acht leichten Maschinengewehren stellte. Die bis dahin drei Maschinengewehr-Eskadronen des Regiments wurden zu einer zusammengefasst, die Reste der drei Minenwerfer-Abteilungen und der Minenwerfer-Kompanie 312 formierten eine Minenwerfer-Abteilung.

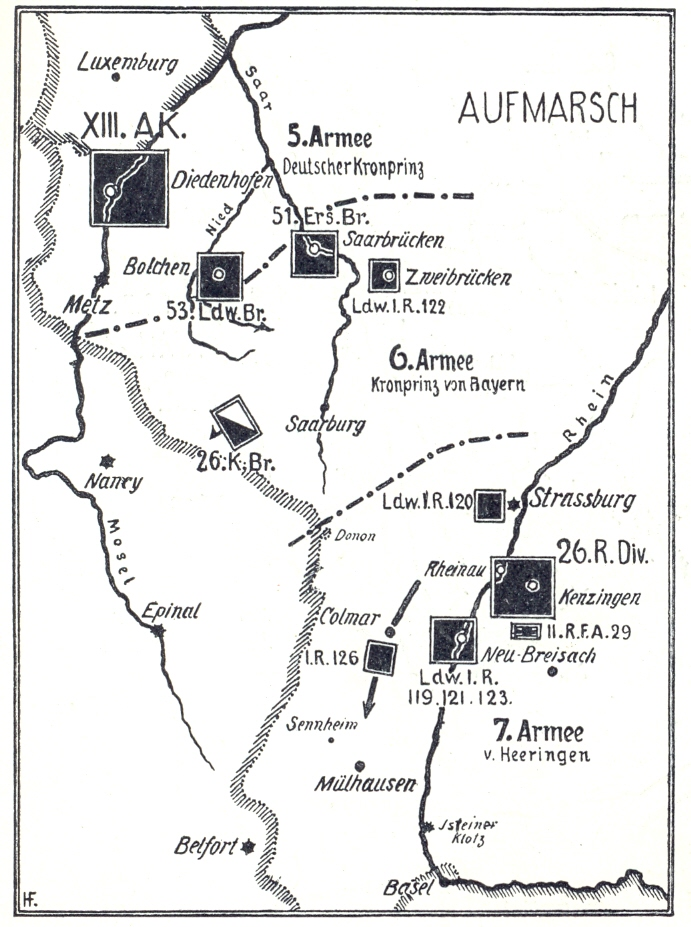
Aufmarsch 1914
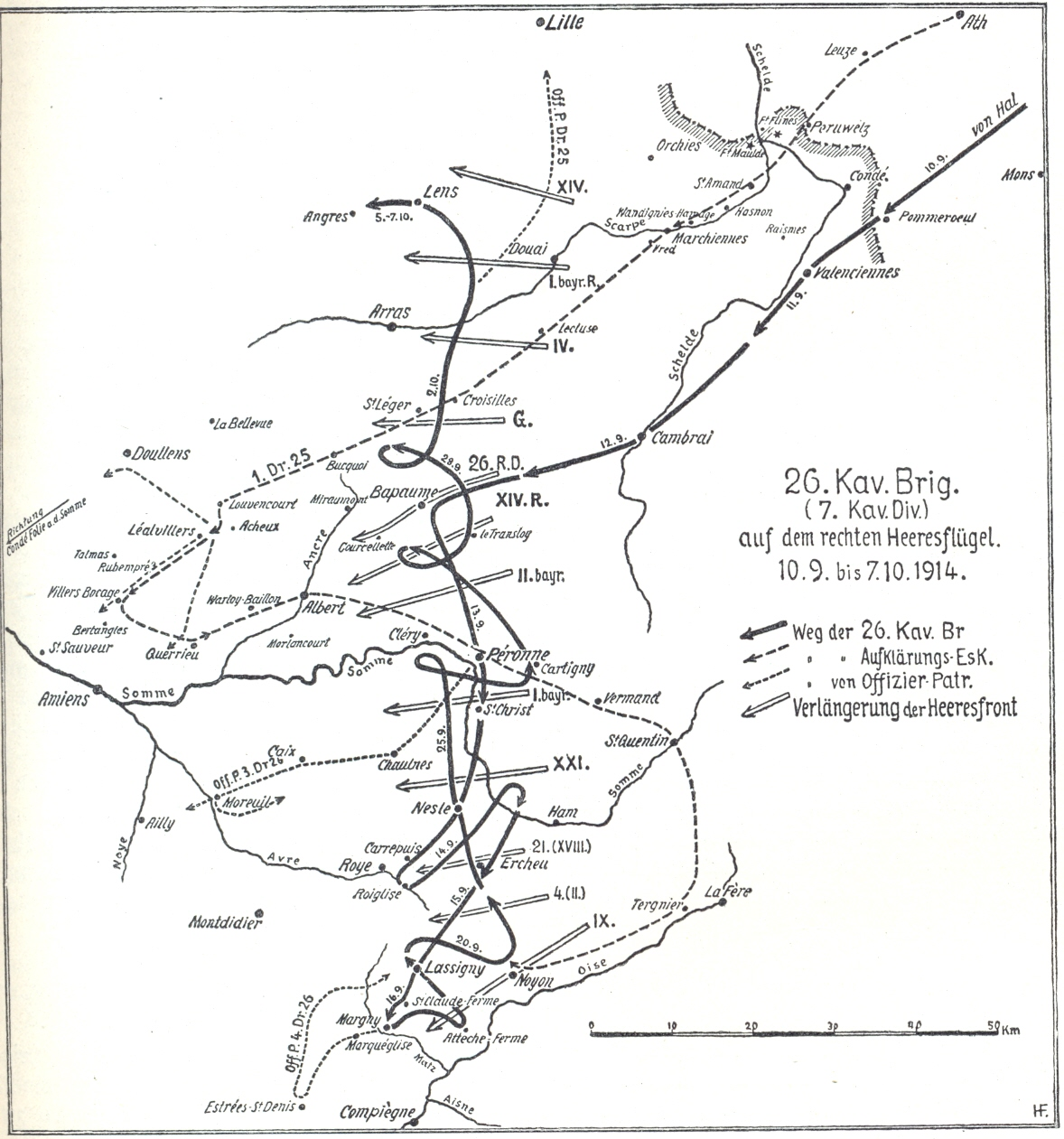
26. Kavallerie-Brigade August/September 1914
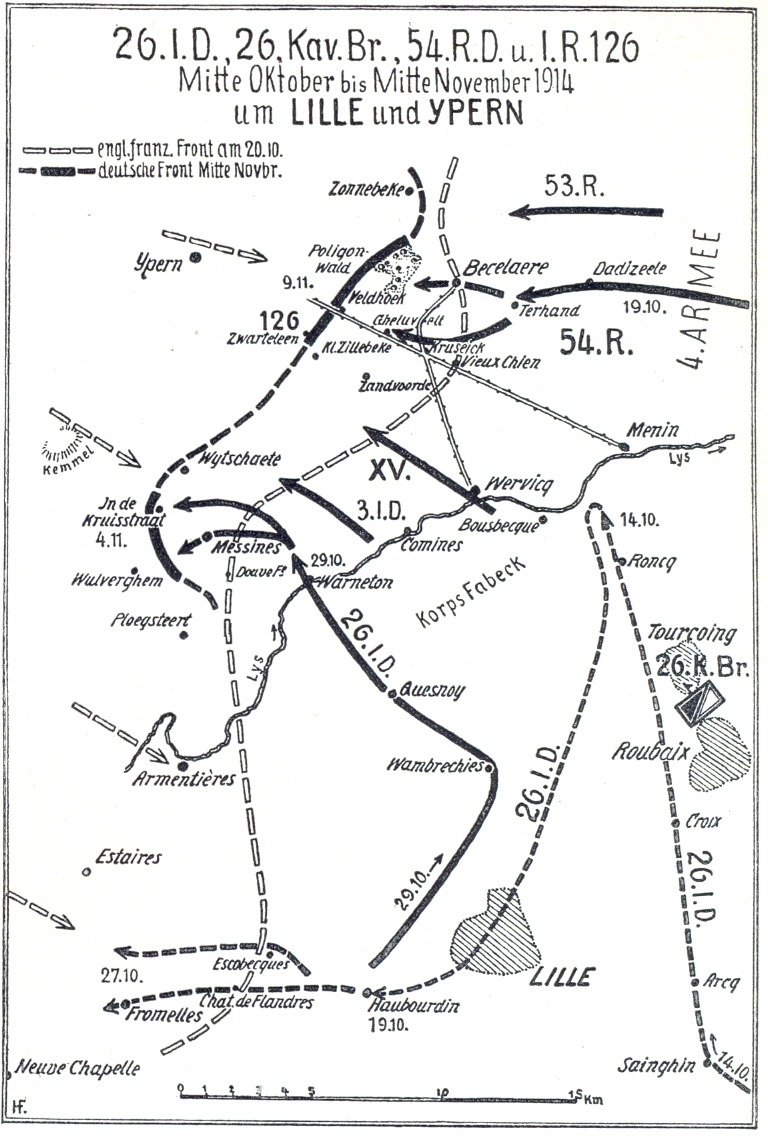
26. Kavallerie-Brigade Oktober/November 1914
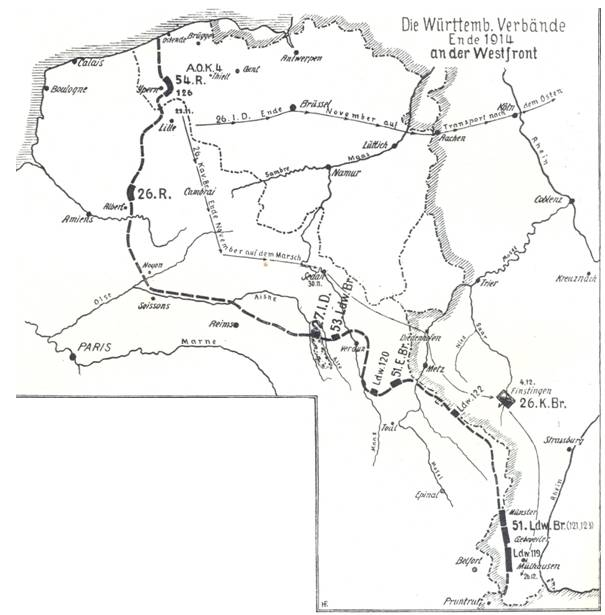
26. Kavallerie-Brigade Ende 1914
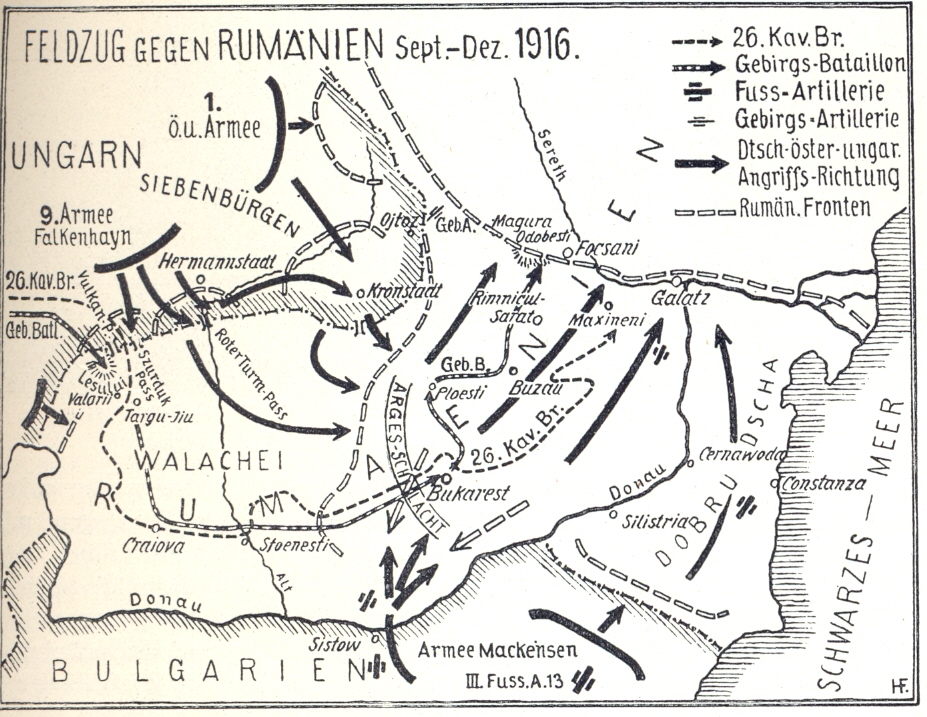
26. Kavallerie-Brigade 1916 in Rumänien
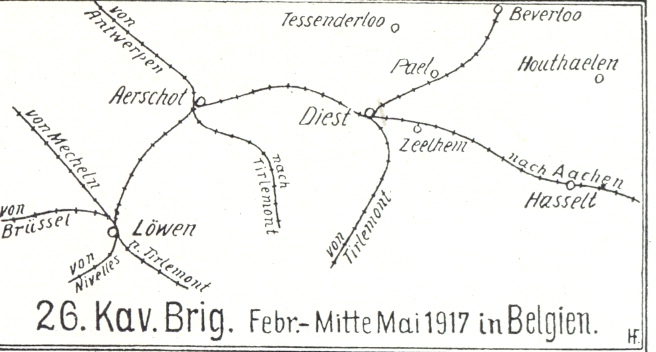
26. Kavallerie-Brigade 1917 in Belgien
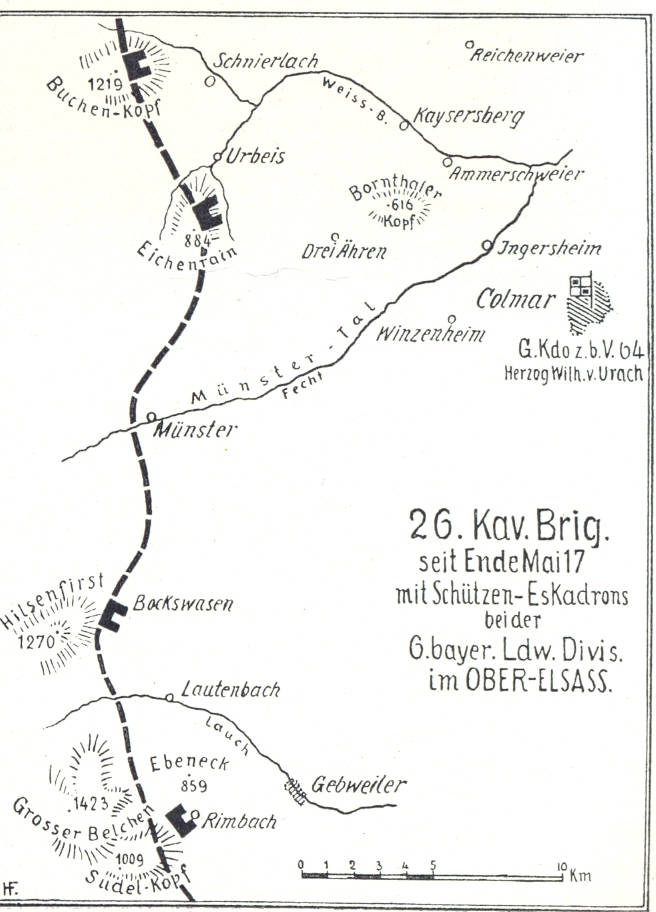
Schützeneskadronen der 26. Kavallerie-Brigade 1917 im Oberelsass
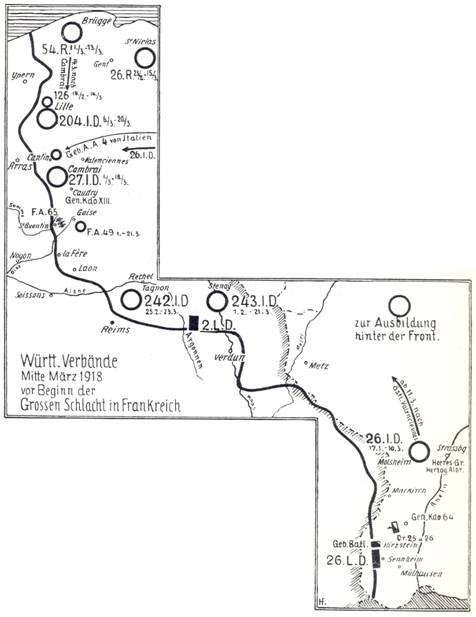
Schützeneskadronen der 26. Kavallerie-Brigade Ende 1917
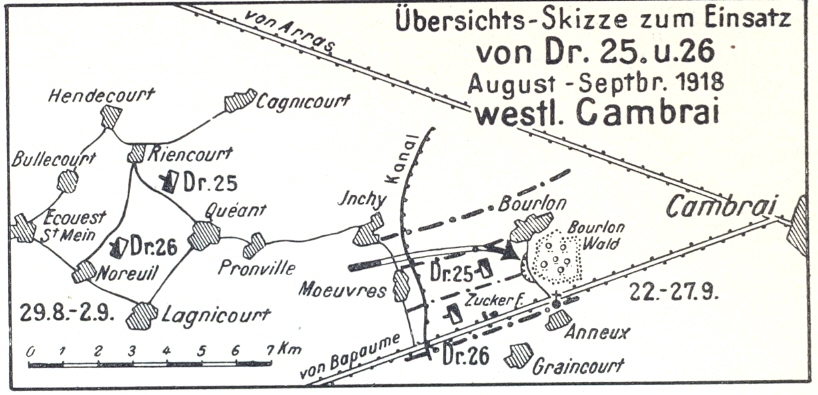
Dragonerregiment Nr. 26 August 1918
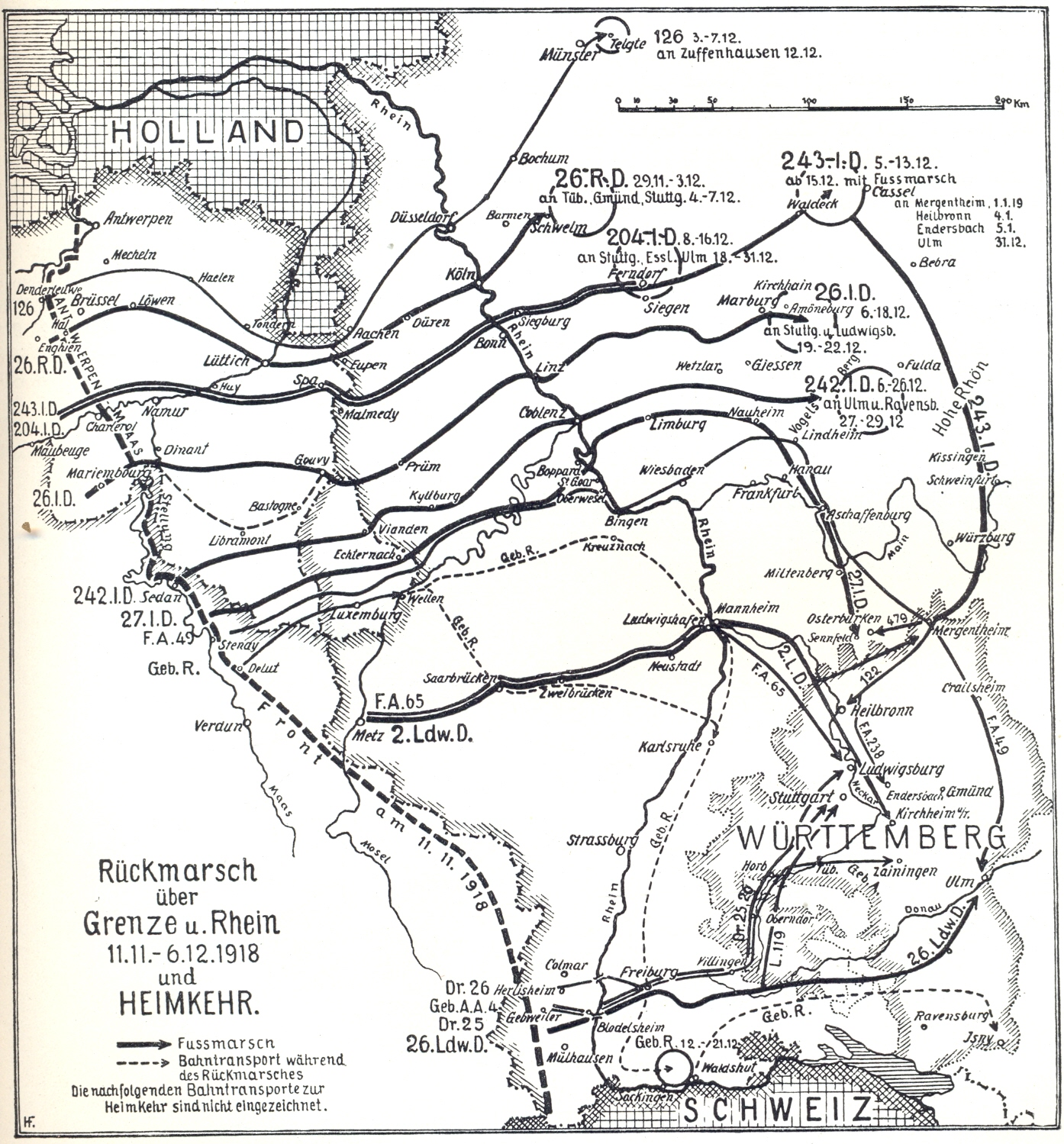
Schützeneskadronen der 26. Kavallerie-Brigade Rückmarsch 1918

## Auftrag
Der Auftrag des Regiments war die Ausbildung der Soldaten zur Aufklärung (Patrouillendienst), Flankensicherung, als Meldereiter und im geschlossenen Einsatz des Regiments sowie die weitere Ausbildung der Remonten.

## Organisation

### Verbandszugehörigkeit
Bis 1816 gab es in Württemberg im Frieden keine Großverbände. Solche wurden nur für einzelne Feldzüge zusammengestellt.
Mit der grundlegenden Neuorganisation 1817 wurde das württembergische Heer erstmals auch im Frieden in Großverbände gegliedert. Die Reiterei wurde in eine Division mit zwei Brigaden gegliedert, mit dem 1. Reiter-Regiment bildete das Regiment die I. Brigade. Von 1833 bis 1842 gehörte das Regiment zur II. Brigade. Im Juli 1849 fiel die Division weg, die Reiter-Regimenter wurden in einer Brigade zusammengefasst. Am 13. September 1852 wurde diese Brigade wieder in Division umbenannt. Von 1871 bis 1914 gehörte das Regiment zur 26. Kavallerie-Brigade (1. Königlich Württembergische) in Stuttgart, (26. Division (1. Königlich Württembergische), XIII. (Königlich Württembergisches) Armee-Korps, 5. Armee).
Zu Beginn des Ersten Weltkriegs wurde die Friedensgliederung aufgelöst und das Regiment mit vier Feldeskadronen in der 26. Kavallerie-Brigade der 7. Kavallerie-Division unterstellt.

### Gliederung
Das Regiment gliederte sich ab seiner Aufstellung in vier Eskadronen, am 13. Juli 1807 kam eine 5. Eskadron dazu.
1820 betrug die Friedensstärke des Regiments 17 Offiziere, 67 Unteroffiziere, 264 Reiter und 2 Non-Combatanten sowie 345 Reitpferde in vier Eskadronen. Um es auf die volle Kriegsstärke zu bringen, hätten 8 Offiziere, 54 Unteroffiziere (darunter 10 Ärzte), 381 Mannschaften (darunter 64 Schützen mit einer besonderen Ausbildung), 5 Fahrer aus dem Urlaub zurückgerufen bzw. Reservisten oder Rekruten einberufen und ausgebildet sowie 462 Reitpferde beschafft und ausgebildet werden müssen.
Bei der Mobilmachung 1914 gliederte sich das Regiment um
1. Eskadron wurde 1. Feld-Eskadron
2. Eskadron wurde Ersatz-Eskadron
3. Eskadron wurde 2. Feld-Eskadron
4. Eskadron wurde 3. Feld-Eskadron
5. Eskadron wurde 4. Feld-Eskadron
Die Stärke nach der Mobilmachung betrug 37 Offiziere, 2 Ärzte, 1 Veterinär, 1 Zahlmeister, 683 Unteroffiziere und Mannschaften, 786 Pferde und 19 Fahrzeuge. Am 30. November 1918 betrug die Stärke noch 8 Offiziere und 262 Unteroffiziere und Mannschaften.

### Kommandeure
| Nr.                                                | Dienstgrad                        | Name                                    | Beginn der Berufung                     | Bemerkung |
| -------------------------------------------------- | --------------------------------- | --------------------------------------- | --------------------------------------- | --- |
| 01.                                                | Major/Oberstleutnant/Oberst       | Gottfried Daniel von Zieten             | 1805                                    | 28. Mai 1808 pensioniert, ab 23. März 1810 Commandeur des Invaliden-Corps                                                             |
| 02.                                                | Oberstleutnant/Oberst             | Karl August Franz Maximilian von Jett   | 1808                                    | 24. Januar 1809 versetzt zum Chevauleger-Regiment Herzog Heinrich                                                                     |
| 03.                                                | Major ,28. Mai 1809 direkt Oberst | Eberhard von Waldburg-Wurzach           | 1809                                    | 08. August 1812 bei Inkowo verwundet und gefangen genommen † nach Rückkehr 18. Januar 1814                                            |
| Führer des Regiments 1812                          | Major                             | Job August von Milkau                   |                                         | |
| 04.                                                | Oberst                            | Job August von Milkau                   | 19. Juli 1812                           | |
| Führer des Regiments 1812                          | Rittmeister                       | von Freudenstein                        |                                         | |
| Führer des Regiments 1812                          | Major                             | von Lützow                              |                                         | |
| 05.                                                | Oberst                            | Wilhelm von Münchingen 24. Oktober 1813 |                                         | |
| 06.                                                | Oberst                            | Ludwig von Gaisberg                     | 24. Dezember 1813                       | |
| Führer des Regiments 1814                          | Oberst                            | von Breuning                            |                                         | |
| Führer des Regiments 1814                          | Major                             | von Seidenberger                        |                                         | |
| Führer des Regiments 1814                          | Oberstleutnant                    | von Bismarck                            |                                         | |
| Führer des Regiments 1814                          | Oberstleutnant                    | von Bassewitz                           |                                         | |
| 07.                                                | Oberst                            | Wilhelm von Moltke                      | 26. September 1830                      | |
| 08.                                                | Oberst                            | Franz Karl von Troyff                   | 27. März 1843                           | |
| 09.                                                | Oberstleutnant/Oberst             | Karl August Julius von Rau              |                                         | |
| 10.                                                | Oberst                            | Julius von Reischach                    | 11. Juli 1853                           | |
| 11.                                                | Oberst                            | Hermann zu Sachsen-Weimar               | 09. Mai 1859                            | |
| 12.                                                | Oberst                            | von Röder                               | 19. Dezember 1859                       | |
| 13.                                                | Oberst                            | von Veiel                               | 15. September 1866                      | |
| 14.                                                | Oberstleutnant/Oberst             | Hermann von Witte                       | 20. Dezember 1871 bis 23. Dezember 1874 | |
| 15.                                                | Oberst                            | von Gleich                              | 30. Dezember 1878                       | |
| 16.                                                | Oberst                            | von Schott                              | 19. Oktober 1885                        | þ |
| 17.                                                | Oberst                            | von Krosigk                             | 10. Dezember 1888                       | |
| 18.                                                | Oberst                            | von Kirchbach                           | 14. Juni 1892                           | |
| 19.                                                | Oberst                            | von Eckefort                            | 13. Mai 1895                            | |
| 20.                                                | Oberst                            | von Starcklof                           | 18. Oktober 1897                        | |
| 21.                                                | Oberst                            | Leopold von Buch                        | 22. April 1902                          | |
| 22.                                                | Oberst                            | Robert von Württemberg                  | 27. Januar 1907                         | später Kommandeur 26. Kavallerie-Brigade                                                                                              |
| 23.                                                | Oberst                            | Wehl                                    | 22. April 1912                          | |
| 24.                                                | Oberst                            | von Gültingen                           | 30. Juli 1916                           | |
| 25.                                                | Oberst                            | von Neubronner                          | 28. Juni 1918                           | zuvor 28. April 1918 bis Ende Mai 1918 Kommandeur Württembergisches Landsturm-Infanterie-Regiment Nr. 39, gefallen 27. September 1918 |
| 26.                                                | Oberst                            | Jobst                                   | 02. Oktober 1918                        | |
| Führer des Regiments während des Ersten Weltkriegs | Major                             | von Gültingen                           |                                         | |
| Führer des Regiments während des Ersten Weltkriegs | Major                             | Deyle                                   |                                         | |
| Führer des Regiments während des Ersten Weltkriegs | Rittmeister                       | Jobst                                   |                                         | |
| Führer des Regiments während des Ersten Weltkriegs | Leutnant                          | Wiebke                                  |                                         | |
| Führer des Regiments während des Ersten Weltkriegs | Rittmeister                       | Henke                                   |                                         | |
| Führer des Regiments während des Ersten Weltkriegs | Rittmeister                       | von Gemmingen                           |                                         | gefallen |

### Regimentsinhaber und -chefs
Regimentsinhaber
- 17. November 1803 bis 19. November 1816 Prinz Adam Karl Wilhelm von Württemberg

Regimentschefs
- 6. Oktober 1891 König Wilhelm II. von Württemberg

## Bewaffnung und Ausrüstung

### Hauptbewaffnung
Bei der Aufstellung bestand die Bewaffnung aus einer Muskete mit Bajonett, einer langen, mit Messing beschlagene Pistole und einem krummen Säbel. 1818 erhielten zunächst die Reiter (im Mai nur die im ersten Glied, im November alle) eine Lanze und kurze Karabiner, so dass sie mit Lanze, kurzem Karabiner, Säbel und Pistole bewaffnet waren. Die Schützen hatten keine Lanze, dafür einen langen Karabiner. 1840/41 erhielt die Reiterei die ersten Karabiner mit Perkussionsschlössern und die Pistolen entfielen. Auch wurde von da an jeder Reiter im Plänkler-Dienst ausgebildet.
1868 erhielt die Reiterei einen neuen Säbel, 32 Mann jeder Eskadron erhielten preußische Zündnadelgewehre, die übrigen an Stelle glatter gezogene Perkussionspistolen.
1875 erhielt das Regiment aptierte Chassepotkarabiner, bereits 1877 den Karabiner M 71. 1889 wurde die Lanze wieder eingeführt. 1880 wurden die Pistolen durch Revolver ersetzt. 1890 wurde das Regiment mit dem Karabiner 88 und Stahlrohrlanzen ausgerüstet, 1891 mit dem Kavallerie-Degen M 89.

### Sonstige Ausrüstung
Am 15. November 1868 erhielt die Reiterei den Helm nach preußischem Muster.
1890 wurde der Armeesattel an Stelle des bisherigen Bocksattels eingeführt.
1900 wurde ein neuer Kavallerietelegraph eingeführt, der ab 1908 auf einem zweispännigen Wagen in der Gefechtsbagage mitgeführt wurde.
1914 gehörten zur
- Gefechtsbagage

des Regimentsstabs 10 Handpferde, 2 Sanitätspackpferde, 2 Reitpferde der Packpferdeführer, 1 zweispänniger Kavallerie-Sanitäts-Wagen, 2 sechsspännige Kavallerie-Brückenwagen, 1 zweispänniger Fernsprechwagen;
der Eskadron 12 Handpferde;
- Großen Bagage

des Regimentsstabs 1 vierspänniger Stabs-Packwagen, 1 zweispänniger Lebensmittelwagen, 1 vierspänniger Futterwagen;
der Eskadron 1 zweispänniger Eskadrons-Packwagen, 1 zweispänniger Lebensmittelwagen, 1 vierspänniger Futterwagen.
Feldküchen wurden bei der Kavallerie erst 1915 eingeführt.

### Uniform
- 1805: Dunkelgrünes Collet mit grünem Kragen (gelber Vorstoß), Aufschlägen mit rotem Vorstoß, gelben Rabatten und weißen Knöpfen; weiße Weste, weiße Reithosen. Grün lackierte Tschakos mit weißem Beschlag. Schwarze Stulpenhandschuhe. Weißes Lederzeug.
- 1811: Grüne Rabatten mit gelbem Vorstoß.
- 1814: Tschako mit gelben Schuppenketten, Beschlag Wappen mit Krone, links schwarz-rote Kokarde.
- 1816: Königsblaue Kutka ohne Knöpfe, Kragen, Aufschläge und Schärpe blau mit roter Biese, gelbe Panzerepauletten. Lange blaue Hosen. Gelber Tschako. Weißes Lederzeug.
- 1822: Blaues Collet mit zwei Reihen gelber Knöpfe, blauem Kragen und roten Aufschlägen. Roter Tschako.
- 1844: Hellblaue kurze Jacke mit einer Reihe Köpfe, rote Kragen, Achselklappen und Aufschläge. Lange hellblaue Hosen mit roten Biesen. Roter Tschako mit oben schwarzem Streifen, Schild und Ketten aus Messing und Kokarde. Weißes Lederzeug.
- 1849: Langer hellblauer Waffenrock mit rotem Kragen und roten polnischen Aufschlägen. Weißes Koppel. Tschako mit fallendem schwarzen Busch.
- 1864: Dunkelblauer zweireihiger Rock mit roten Achselklappen und Wülsten, graue Hosen. Dienstgradabzeichen anstelle der Epauletten als Sterne an den Kragen.
- 1868: Dunkelblauer zweireihiger Rock mit roter Biese an den Seiten und unten sowie gelben Spiegeln am blauen Kragen. Pickelhaube mit gelbem Beschlag (württ. Wappen).
- 1874: Uniform nach preußischen Normen, jedoch weiterhin (bis 1892) zweireihiger Waffenrock mit gelben Knöpfen und gelbe Kragen, Aufschläge, Vorstöße und Achselklappen.
- 1891: Namenszug „W“ mit Krone auf den Achselklappen, Schulterstücken und Epauletten.

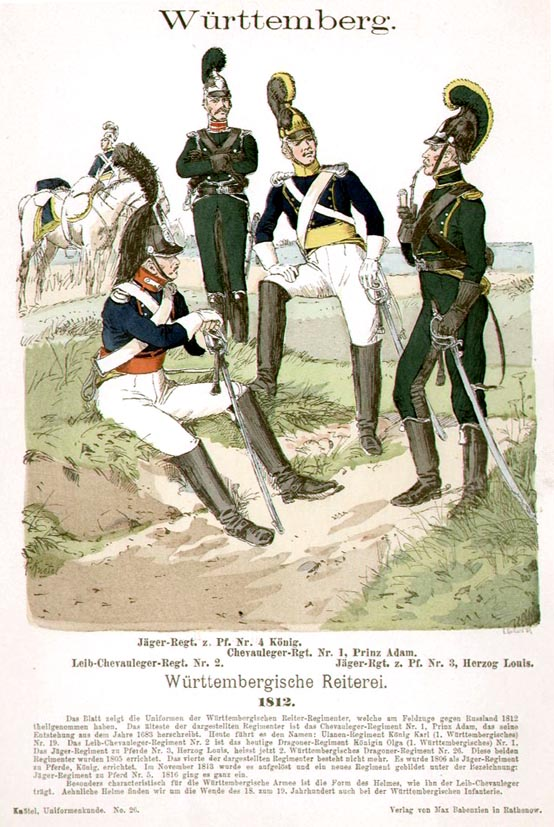
Vorn rechts Jäger-Regiment zu Pferde Nr. 2 Herzog Louis
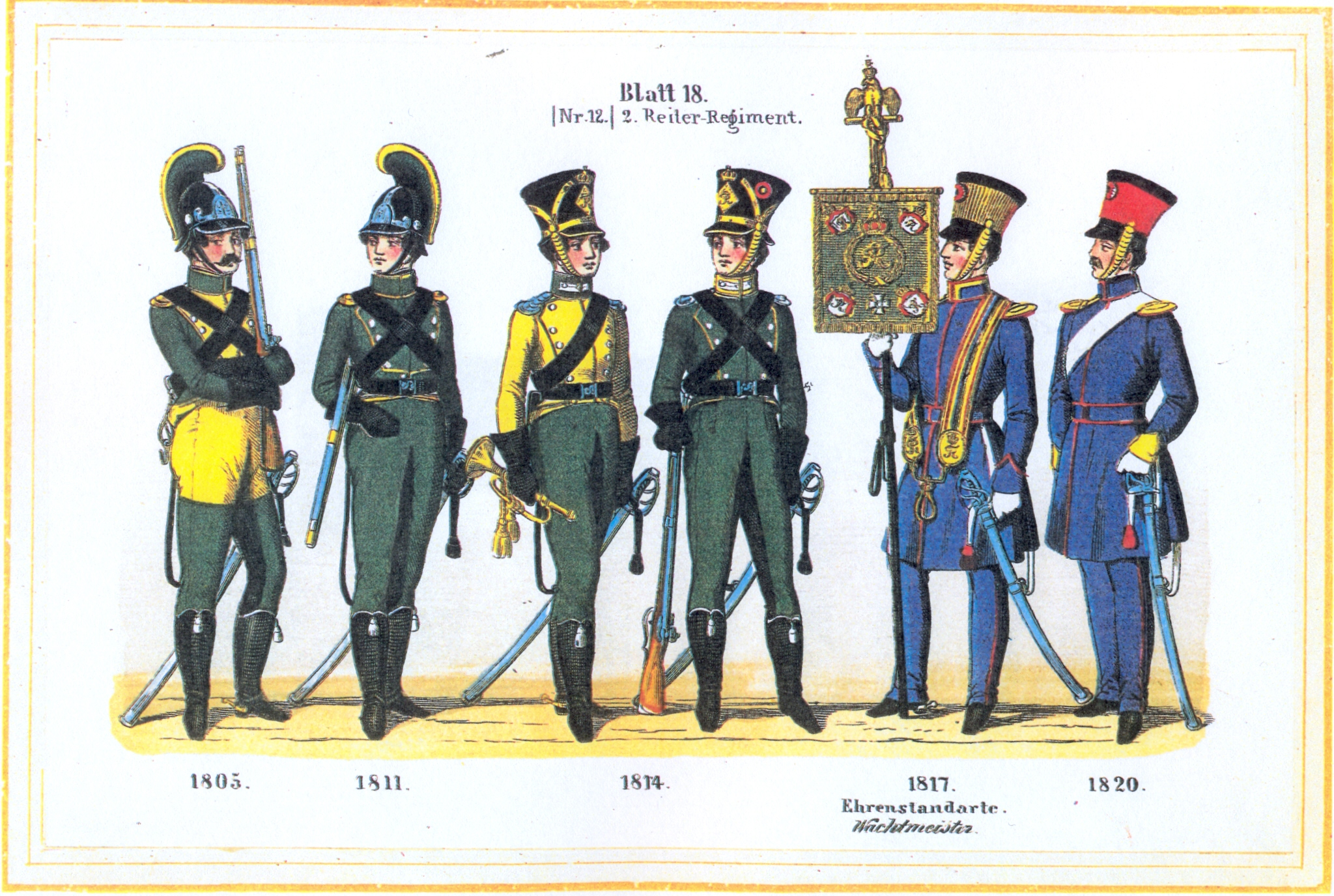
Uniformen 2. Reiter-Regiment
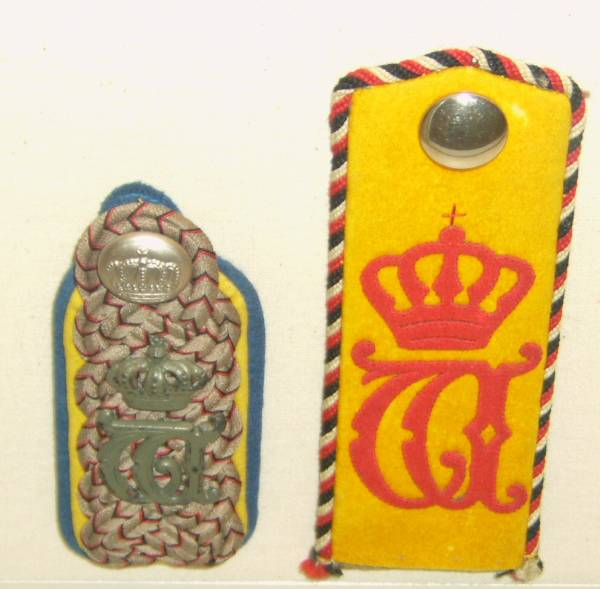
Schulterstück und Achselklappe des Dragoner-Regiments König (2. Württembergisches) Nr. 26

### Standarte
Als einziges Kavallerieregiment führte das Regiment ab 1809 zusätzlich eine Ehrenstandarte, verliehen laut Königl. Ordre vom 28. Mai 1809 und übergeben am 10. Oktober 1910 in Göppingen. Bei einer Attacke hatte das Regiment sechs Geschütze erobert. Der Bericht des Wachtmeisters Peter vom Jäger-Regiment König lautet allerdings: „Unsere Infanterie marschierte im Sturmschritt unter heftigem Tirailleurfeuer über wellenförmiges Ackerland den österreichischen Kolonnen entgegen und warf sie in den hinter ihnen liegenden Wald zurück. Durch die hier bemerkten Umstände war dem Jägerregiment Herzog Louis Gelegenheit gegeben, sich auszuzeichnen, ohne einen Mann zu verlieren: sie haben eine verlassene Batterie genommen; das ist die Wahrheit bei ihrer Glücksrittersache, denn von diesem allgemeinen Angriff an machten die Österreicher keine starken Anstrengungen mehr“. Diese Ehrenstandarte behielt das Regiment bis zur Auflösung 1919, auch nachdem 1818 neue Feldzeichen an Stelle der Fahnen und 1851 wieder neue Standarten eingeführt worden waren.
Wie bei allen Regimentern wurden am 4. Oktober 1818 die Fahnen durch Feldzeichen ersetzt, die durch Höchste Ordre vom 3. September 1851 wieder durch neue Standarten ersetzt wurden. Jede Eskadron erhielt eine Standarte aus burgunderrotem Tuch mit weißen Fransen an allen Seiten. In der Mitte der einen Seite befand sich der gold-gelbe gekrönte Namenszug „W“, die andere Seite das von einem gelben Hirsch und einem schwarzen Löwen gehaltene württembergische Wappen, auf blauem Devisenband die Inschrift „Furchtlos und trew“ sowie das weiße Kreuz des Militärverdienstordens.

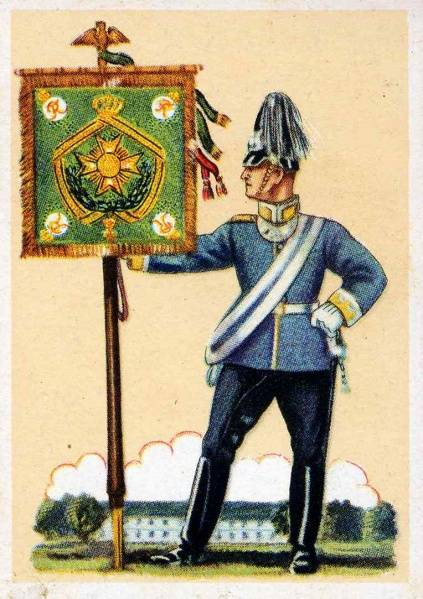
Ehrenstandarte 2. Reiter-Regiment
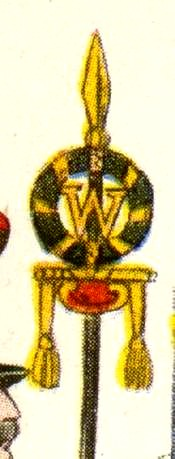
Standarte 1818
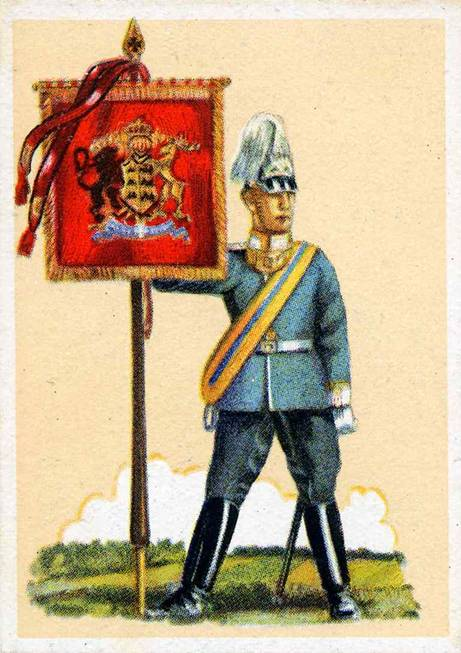
Standarten der Kavallerie

## Sonstiges
Den Kaiserpreis für Dauerritte gewannen die Leutnante Frhr. von Lindenfeld (dreimal), Frhr. von Gültingen, von Körber.

### Personen im Regiment
à la suite:
- ab 25. Februar 1840 Graf Alexander Christian Friedrich von Württemberg (* 5. November 1801, † 7. Juli 1844), 18. Juli 1837 als Oberstleutnant ins Regiment, 26. September 1838 Oberst,
- ab 4. August 1871 Rittmeister August Jaromir von Gleich (* 14. Juli 1832, † 1. April 1892)
- ab 6. März 1889 Oberst Franz Paul Herzog von Teck (* 27. August 1837, † 21. Januar 1900)
- ab 10. April 1906 Oberst Prinz Ernst von Sachsen-Weimar-Eisenach (* 9. August 1859; † 9. Januar 1909)[4]
- ab 10. September 1908 als Oberst Herzog Wilhelm Karl von Urach

Sonstige
- Karl Wilhelm Friedrich von Veiel (* 23. September 1817, † 11. März 1890), kam 20. Mai 1839 als Unterleutnant ins Regiment, 15. Juni 1846 als Oberleutnant ins 1. Reiter-Regiment, 30. Januar 1854 Rittmeister, 5. April 1866 Major, 11. Juni 1866 ins Regiment zurück, 13. September 1866 ins 2. Reiter-Regiment, 15. Dezember 1866 Oberstleutnant und Kommandeur dieses Regiment, 13. Mai 1868 Oberst, 20. Juli 1870 Kommandeur der Ersatzreiterei, 5. März 1811 zur Disposition gestellt. 5. März 1881 Charakter als Generalmajor.
- Karl Albert von Knoerzer (* 10. Mai 1858 in Stuttgart, † 4. Juni 1932 in Stuttgart)

Knoerzer kam am 30. Juni 1882 als Premierleutnant in das Regiment. Weiterer Werdegang: 29. März 1892 Hauptmann im Großen Generalstab, 24. November 1892 Rittmeister und Flügeladjutant des Königs, 23. Februar 1895 als Eskadronschef in das Regiment zurück, 24. Februar 1897 Major, 10. September 1897 im Großen Generalstab, dann im Stab der 27. Division (2. Königlich Württembergische), danach Lehrer an der Militärakademie und Abteilungsleiter im Großen Generalstab, 18. April 1906 Oberstleutnant, 10. März 1904 Kommandeur Ulanen-Regiment „König Wilhelm I.“ (2. Württembergisches) Nr. 20, 10. April 1906 Oberst, 25. Februar 1909 Kommandeur der 27. Kavallerie-Brigade (2. Württembergische), 20. April 1910 Beförderung zum Generalmajor, 18. Dezember 1912 Inspekteur der IV. Kavallerieinspektion, 3. Februar 1913 Beförderung zum Generalleutnant, am 27. Juni 1914 zur Disposition gestellt. Mit Ausbruch des Ersten Weltkriegs am 2. August 1914 Kommandeur der 30. Reserve-Division, 18. Januar 1916 Kommandeur 54. Reserve-Division (2. Königlich Württembergische), Juli 1917 Kommandeur 7. (württ.) Landwehr-Division, 15. Februar 1918 Kommandierender General des Korps Knoerzer, 25. Februar 1918 Charakter als General der Kavallerie. Am 3. Oktober 1918 wurde das Korps Knoerzer aufgelöst, General von Knoerzer übernahm wieder das Kommando über die 7. (Württ.) Landwehr-Division.
- Hermann Karl Friedrich Reinhard Frhr. von Röder (* 14. April 1856, †), kam 9. Juni 1884 als Premierleutnant ins Regiment, 8. Mai 1889 Rittmeister, 17. Januar 1891 ins Ulanen-Regiment „König Karl“ (1. Württembergisches) Nr. 19, 24. September 1892 Flügeladjutant des Königs, 23. Februar 1895 Major, 18. Oktober 1897 Dragoner-Regiment Nr. 2, 16. Juni 1901 Oberstleutnant und Kommandeur Kurmärkisches Dragoner-Regiment Nr. 14, 17. Mai 1904 Oberst, später Kommandeur 33. Kavallerie-Brigade.

## Verweise